# Im Schatten der Brücke
Im Schatten der Brücke (Originaltitel A Hídember, englisch The Bridgeman), eine deutsch-ungarische Koproduktion mit Unterstützung des FilmFernsehFonds Bayern und des BR, ist ein Historienfilm aus dem Jahr 2003. Regie führte Géza Bereményi, die Hauptrolle spielte Károly Eperjes als Graf István Széchenyi.
Das Drehbuch wurde von Can Togay János verfasst, der zwischenzeitlich als Kulturattaché an der ungarischen Botschaft in Berlin und als Dozent an der Babelsberger Filmschule beschäftigt war. Regie führte Géza Bereményi, als Executive Producer fungierte Sandor Soeth. Die Produktionskosten lagen bei über 7,5 Mio. USD, was ein Vielfaches über dem Budget der ungarischen Filmförderung Magyar Filmunió lag.
Beim amerikanischen Filmfestival Houston Worldfest im Jahr 2003 wurde der Film als ungarischer Beitrag eingereicht und gewann einen Golden Remi Award als bester historischer und biografischer Film. Im Jahr 2006 lief der Film im indischen Chennai im Rahmen eines Filmfestivals.

## Handlung
Der Film spielt in der Zeit der Habsburger Monarchie von 1820 bis 1860 und zeigt das Leben des ungarischen Grafen Széchenyi. Der mit außerordentlichen geistigen Fähigkeiten und mit Reichtum ausgestattete Graf verführt als junger Mann die Ehefrau seines Bruders, was im nachfolgenden Skandal seine Karriere als Offizier ruiniert. Der plötzliche Tod der gedemütigten Frau verändert auf drastische Art Széchenyis Charakter, der anschließend von der Übernahme von Verantwortung besessen ist und sein Schicksal dadurch überwinden will, dass er große Werke vollbringt.
Er wird der Führer der ungarischen Opposition und – trotz seiner Absichten und Erziehung – der Feind der Habsburger.

## Kontroverse
Die Produktion des Films wurde angeblich „finanziell und ideologisch“ von Viktor Orbán und der Partei Fidesz – Ungarischer Bürgerbund unterstützt. Im Wahlkampf 2002 wurden politische Gegner als Unterstützer des internationalen bzw. ausländischen Kapitals bezeichnet, während Fidesz – ähnlich wie Széchenyi im historischen Kontext gegen die österreichische Monarchie, für die Interessen Ungarns eintrete.

## Kritik
„Unterhaltsame Geschichtsstunde.“

„[D]ie Schauspieler überzeugen durchweg. Ein großes Mank (sic!) ist allerdings das Drehbuch, dass den Zuschauer ein ums andere Mal allein lässt, so dass dieser der Geschichte nur noch mit Mühe folgen kann, was passiert und warum es passiert. Besser wäre hier sicher gewesen, das ganze Leben Bereményis zu inszenieren, anstatt lose Episoden zu einem bruckstückhaften Ganzen zu vereinen.“

„Romantisches Kostümdrama mit deutlich lesbaren, politischen Bezügen zur Gegenwart“

„Der episch angelegte, bis dato teuerste ungarische Film überzeugt durch gute Schauspieler und die aufwändige Ausstattung.“

## Trivia
In dem Film hat das ungarische Erotikmodell Sandra Shine eine seiner wenigen Rollen in einer Mainstream-Produktion.